# Podranea
Podranea es un género perteneciente a la familia de las bignoniáceas con tres especies aceptadas de arbustos.

## Descripción
Son plantas arbustivas de hoja perenne, alcanzando alturas de alrededor de 5 m. Las hojas son opuestas, imparipinnadas de 6-25 cm de largo con pecíolos de 16-60 mm y con 5-13 lóbulos ovalados y puntiagudos.
Las flores se agrupan en panículas terminales; tienen forma de campana, débilmente bilabiadas, con cinco lóbulos, y tienen un tamaño de hasta 7,5 por 7,5 cm. Tienen la parte inferior de la garganta peluda y con manchas en  la totalidad de esta última, más o menos lineales y de color más fuerte que el resto, que es de color rosado. Hay dos estambres cortos y dos largos.
Las frutas son cápsulas subcilíndricas de hasta 30 cm de largo y 1 cm de diámetro, dehiscentes en 2 valvas al madurar y que contienen numerosas semillas planas de unos 15 mm de largo, con 2 alas membraneáceas, blancas o hialinas

## Distribución
Género nativo de la parte oriental de  El Cabo (Sudáfrica) y su área se extiende hasta Zimbabue , Mozambique y Malaui.

## Taxonomía
El género fue descrito por Thomas Archibald Sprague  y publicado en Flora Capensis 4(2): 449–450. 1904. La especie tipo es: Podranea ricasoliana Sprague
Etimología
Podranea: nombre genérico que es un anagrama para Pandorea , un género estrechamente relacionado.

## Especies  aceptadas
- Podranea brycei (N.E.Br.) Sprague	(sin. Pandorea brycei (N.E.Br.) Rehder, Tecoma brycei N.E.Br.)
- Podranea ricasoliana (Tanfani) Sprague (sin. Pandorea ricasoliana (Tanfani) K.Schum., Pandorea ricasoliana (Tanfani) Baill., Tecoma ricasoliana Tanfani, Tecomaria ricasoliana (Tanfani) Kraenzl.)